# Молодика Андрій Миколайович
Андрі́й Микола́йович Молодика (нар. 2 лютого 1978; Велика Медведівка, Шепетівський район — пом. 21 січня 2015; Горлівка) — український військовик, молодший сержант 44-ї окремої артилерійської бригади Збройних Сил України, учасник російсько-української війни.

## Короткий життєпис
Працював трактористом. Мобілізований 16 серпня 2014 року.
Молодший сержант, старший навідник 3-ї протитанкової артилерійської батареї окремого протитанкового дивізіону, 26-а окрема артилерійська бригада.
21 січня 2015-го загинув під час обстрілу проросійськими терористами позицій українського підрозділу на околицях міста Горлівка. Вояки відбили танкову атаку терористів поблизу Горлівки, обслуга гармати влучними пострілами зупинила наступ п'яти ворожих танків, цим врятовано життя трьох десятків бойових побратимів. Після відступу терористів по позиціях українських вояків відкрито мінометний вогонь, під час якого Андрій Молодика і загинув — майже всі сховалися, Андрій під вогнем підійшов до гармати, відкрив вогонь, підбив БМП, розігнав піхоту, не підпустив танк до блокпоста, після того пересів до кулемета і почав знищувати піхоту. Ворожа куля влучила у голову.
Вдома лишилось двоє дітей. Похований у Великій Медведівці.
У серпні 2015 року прийнято рішення поставити пам'ятник воїнам-артилеристам, на ньому має бути викарбуване й ім'я Андрія Молодики.
В листопаді 2015-го у Великомедведівській ЗОШ відбулося відкриття Дошки Пам'яті Андрія Молодики.

## Нагороди та вшанування
- Указом Президента України № 311/2015 від 4 червня 2015 року, «за особисту мужність і високий професіоналізм, виявлені у захисті державного суверенітету та територіальної цілісності України, вірність військовій присязі», нагороджений орденом «За мужність» III ступеня (посмертно)[2].
- В листопаді 2015 року на фасаді Великомедведівської ЗОШ урочисто відкрито меморіальну дошку Молодиці Андрію.
- У січні 2015 року рішенням сесії Шепетівської міської Ради вулиця Крупської була перейменована на вулицю Андрія Молодики.
- Вшановується в меморіальному комплексі «Зала пам'яті», в щоденному ранковому церемоніалі 21 січня[3][4].